# Penamacor
Penamacor és un municipi portuguès, situat al districte de Castelo Branco, a la regió del Centre i a la subregió de Beira Interior Sul. L'any 2004 tenia 6160 habitants. Es divideix en 12 freguesias. Limita al nord amb Sabugal, a l'est amb Valverde del Fresno, al sud amb Idanha-a-Nova i a l'oest amb Fundão.

## Població
| Població del concelho de Penamacor (1801 – 2004) | Població del concelho de Penamacor (1801 – 2004) | Població del concelho de Penamacor (1801 – 2004) | Població del concelho de Penamacor (1801 – 2004) | Població del concelho de Penamacor (1801 – 2004) | Població del concelho de Penamacor (1801 – 2004) | Població del concelho de Penamacor (1801 – 2004) | Població del concelho de Penamacor (1801 – 2004) | Població del concelho de Penamacor (1801 – 2004) |
| ------------------------------------------------ | ------------------------------------------------ | ------------------------------------------------ | ------------------------------------------------ | ------------------------------------------------ | ------------------------------------------------ | ------------------------------------------------ | ------------------------------------------------ | ------------------------------------------------ |
| 1801                                             | 1849                                             | 1900                                             | 1930                                             | 1960                                             | 1981                                             | 1991                                             | 2001                                             | 2004                                             |
| 5259                                             | 7498                                             | 13179                                            | 15724                                            | 16659                                            | 9524                                             | 8115                                             | 6658                                             | 6160                                             |

## Freguesies
- Águas
- Aldeia de João Pires
- Aldeia do Bispo
- Aranhas
- Bemposta
- Benquerença
- Meimão
- Meimoa
- Pedrógão de São Pedro,
- Penamacor
- Salvador
- Vale da Senhora da Póvoa